# Edmund Götz (Benediktiner)

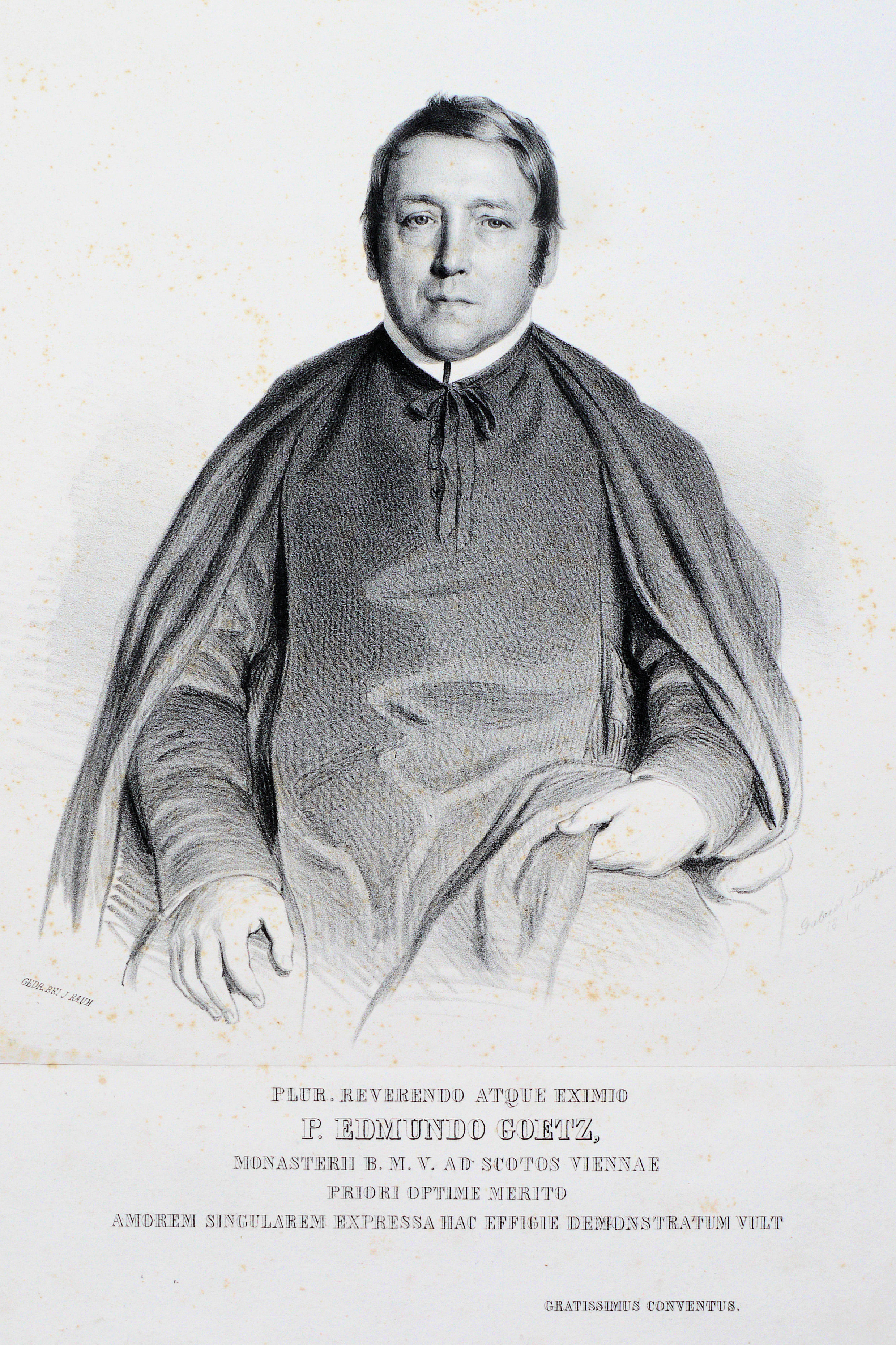
Edmund Götz, Lithographie von Gabriel Decker. 1844

Edmund Götz OSB (* 18. März 1792 in Sternberg, Mähren; † 28. April 1862 in Wien; eigentlich Joseph Götz) war ein österreichischer Benediktiner und Politiker.

## Leben
Götz  trat nach dem Besuch des Gymnasiums in Olmütz und der philosophischen Jahrgänge in Wien 1811 in das Wiener Schottenstift ein. 1814 wechselte er kurzzeitig in das Augustiner-Chorherrenstift Herzogenburg, kehrte jedoch bereits im folgenden Jahr wieder zu den Schotten zurück, wo er 1816 seine Profess ablegte und zum Priester geweiht wurde. Von 1819 bis 1830 unterrichtete er am Schottengymnasium die Grammatikalklassen. 1826 wurde er zum Subprior, 1830 zum Prior des Schottenstiftes ernannt – ein Amt, das er bis zu seinem Tod unter den Äbten Andreas Wenzel, Sigismund Schultes und Othmar Helferstorfer innehatte. 1845 wurde er ins Wiener erzbischöfliche Konsistorium berufen. Ab 1847 war er außerdem Pfarrer der Stiftspfarre.
Im Revolutionsjahr 1848 wurde Götz in den neu gebildeten Gemeinderat der Stadt Wien gewählt. In der Folge war er Mitglied von Deputationen des Gemeinderats nach Frankfurt am Main zum Reichsverweser Erzherzog Johann und nach Olmütz zum neuen Kaiser Franz Joseph I. Für seine Verdienste wurde er unter anderem zum Bürger von Wien ernannt, 1850 erhielt er das Ritterkreuz des Franz-Joseph-Ordens.

## Werke
- Übungen zum Übersetzen aus dem Deutschen ins Lateinische nach F. W. Dörings Anleitung. 2 Bände. Wien 1824–1825.
- Vocabularium Graeco-Latinum cum duplici appendice brevis grammaticae Graecae. Wien 1826 (2. Aufl. 1838).